# Pachyplastis
Pachyplastis là một chi bướm đêm thuộc họ Erebidae.